# Theobroma velutinum
Theobroma velutinum är en malvaväxtart som beskrevs av Raymond Benoist. Theobroma velutinum ingår i släktet Theobroma och familjen malvaväxter. Inga underarter finns listade i Catalogue of Life.